# Маттіас Платцек
Маттіас Платцек (нім. Matthias Platzeck нар. 29 грудня 1953, Потсдам) — німецький політик, представник СДПН. Мер міста Потсдам з 4 листопада 1998 року по 26 червня 2002 року, прем'єр-міністр Бранденбурга з 26 червня 2002 по 28 серпня 2013 року, голова Бундесрату з 1 листопада 2004 по 31 жовтня 2005 року. З 2014 року — голова Правління Німецько-Російського форуму — громадської організації, яка виступає за розвиток суспільного діалогу між Німеччиною і Росією.

## Біографія
Народився в сім'ї лікаря, закінчив Університет Ільменау в 1978 році за спеціальністю «біомедична кібернетика», після чого працював в Інституті гігієни в Карл-Маркс-Штадті і в лікарні Бад-Фраєнвальде, а в 1982 році очолив департамент екологічної гігієни в гігієнічному агентстві в Потсдамі.
У травні 1989 року Маттіас Платцек вступив в ЛДПГ, але незабаром вийшов з партії.
У 1989 році Платцек став одним із засновників екологічної організації ARGUS, що увійшла до складу асоціації «Зелена ліга» (нім. Grüne Liga від якої в лютому-червні 1990 року входив до складу уряду НДР як міністр без портфеля, а також був обраний в Народну палату, де став парламентським секретарем Альянсу 90. У жовтні 1990 року Платцек був обраний від цієї партії в ландтаг Бранденбурга і в 1990 — 1998 роках обіймав посаду міністра у справах навколишнього середовища. Після об'єднання екологістів ФРН в одну партію в 1993 році Платцек не ввійшов до її складу і приєднався в 1995 році до СДПН.
У 1998 році Платцек був обраний мером Потсдама, а в 2000 році — головою земельного відділення СДПН, в 2002 році змінивши Манфреда Штольпе на посаді глави уряду Бранденбурга, сформувавши коаліцію з ХДС.
У 2004 — 2005 роках Платцек був головою бундесрату. У листопаді 2005 року після невдалих парламентських виборів Платцек став новим головою СДПН, але через посилення глухоти вже в квітні 2006 року подав у відставку.
29 липня 2013 року Платцек заявив про свою відставку з усіх посад за станом здоров'я з 28 серпня 2013 року. На пост прем'єр-міністра Бранденбурга він запропонував кандидатуру Дітмара Войдке.

## Політичні позиції
Путінферштеєр. Восени 2014 року Платцек виступив із заявою, в якій висловив сумнів, що Схід України повернеться під контроль Києва, а також закликав Захід визнати анексію Криму Росією.

## Нагороди
- Орден Заслуг землі Бранденбург (2003)[6].
- Великий хрест із зіркою і плечовою стрічкою ордена «За заслуги перед Федеративною Республікою Німеччина» (2011).
- Орден Дружби (27 листопада 2017 року, Росія) — за заслуги в зміцненні дружби і співробітництва між народами, плідну діяльність по зближенню і взаємозбагаченню культур націй і народностей[7].